# ジョーダン・ラーマー
ジョーダン・ラーマー（Jordan Larmour、1997年6月10日 - ）は、ユナイテッド・ラグビー・チャンピオンシップ、レンスターに所属するラグビーユニオン選手。

## プロフィール
- アイルランド・ダブリン出身。
- ポジションはウイング(WTB)、フルバック(FB)。
- 身長 178cm、体重 86kg
- U20アイルランド代表に選ばれたことがある[2]。
- アイルランド代表キャップは30（2022年12月現在）でラグビーワールドカップ2019のアイルランド代表に選ばれた[3]。

## 略歴
2017年、レンスターに加入。 